# Macaire II de Moscou
Pour les articles homonymes, voir Macaire II.
Le métropolite Macaire II de Moscou (né Mikhaïl Andréïevitch Nevski le 1er octobre 1835 (13 octobre dans le calendrier grégorien) dans le village de Chapkino, dans le gouvernement de Vladimir, et décédé le 1er mars 1926 dans le village de Kotelniki, dans la région de Moscou) était un évêque orthodoxe russe, métropolite de Moscou, puis métropolite de l'Altaï. Missionnaire et théologien, sa vie fut marquée par beaucoup d'épreuves. Il fut canonisé en 2000 par l’Église orthodoxe russe Il est fêté le 16 février.

## Biographie

### Enfance et jeunesse
Le futur métropolite naît le 1er octobre 1835 (13 octobre dans le calendrier grégorien) dans le village de Chapkino, sous le nom civil de Mikhaïl Andréïevitch Nevski. C'est le sixième enfant d'une famille pauvre mais pieuse. À sa naissance, l'enfant paraît tellement faible que ses parents, désespérés, doutent qu'il ne puisse survivre, et il est immédiatement baptisé. Contre toute attente, il vivra.
Cependant, l'enfance du futur métropolite et de ses frères et sœurs est très difficile. Les conditions de vie de la famille, déjà mauvaises, se dégradent après que leur maison misérable ait été détruite par un incendie, et les parents ont de la peine à nourrir leurs enfants. En 1843, toute la famille déménage à Tobolsk, en Sibérie. Attiré par une vie de prière et de service de l’Église, Mikhail décide d'entrer au séminaire de la ville, dont il est diplômé en 1854. Attiré par les activités missionnaires, notamment auprès des peuples autochtones de l'Altaï, il refuse d'entrer à l'Académie de Théologie bien que ses notes excellentes le lui permettent.

### Vie de missionnaire
Entré dans une communauté missionnaire de l'Altaï en février 1855, les conditions de vie qu'il y rencontre sont peu différentes de celles qu'il a connues jusqu'alors. En effet, faute de moyens matériels corrects, la communauté missionnaire vit dans la pauvreté, et Mikhail, en plus d'effectuer des travaux très physiques (construction de logements, cultures) aide à s'occuper des malades et de la mission. De plus, il commence à apprendre la langue altaï qu'il parlera couramment après deux ans d'apprentissage. Il traduit grâce à ses connaissances les Évangiles, des livres liturgiques, des prières en langue autochtone mais fera également des prêches et des enseignements pour instruire avec précision les nouveaux baptisés de la foi chrétienne. Son dévouement et son amour lui feront acquérir un grand respect de la population locale, notamment lorsqu'il sauvera un enfant mordu par un serpent en aspirant le venin malgré les risques,.
Le 16 mars 1861, il est tonsuré moine sous le nom monastique de Macaire, et il est ordonné diacre puis hiéromoine par la suite.
De 1864 à 1866, il part vivre deux ans à Saint-Pétersbourg pour superviser l'impression des livres religieux en langue altaïe, puis il repart à la mission. Au cours de ses années passées dans l’Altaï, beaucoup de miracles et de guérisons seront rapportés.
En 1875, le hiéromoine Macaire devient chef-adjoint de la mission. En 1881, il contracte une fièvre typhoïde sévère qui le fait passer à côté de la mort. À la suite d'instantes prières à saint Pantéléimon selon ses propres mots, il guérit, si bien qu'on raconte que son propre médecin aurait qualifié la guérison de « miraculeuse ». Guéri, il est élevé au rang d'Archimandrite le 29 juin 1883.

### Entrée dans l’Épiscopat
Le 12 février 1884, après 30 ans de missionnariat et de vie dans l’Altaï, il est consacré évêque de Biïsk, puis devient évêque de Tomsk le 26 mai 1891. Pendant son épiscopat, il ouvrira dans cette ville une école diocésaine, un orphelinat et une maison pour les pauvres.
Le 6 mai 1906, il est élevé au rang d'archevêque.

### Métropolite de Moscou
En 1912, il faut un nouveau métropolite de Moscou, et le choix se tourne vers l'archevêque Macaire en raison de son expérience et de sa bonne connaissance des besoins des fidèles. Le 25 novembre, sa nomination est confirmée et l'édit est signé par l'empereur Nicolas II en personne. Bien qu'il ne désirait pas cette charge et malgré son âge avancé (77 ans), l'archevêque Macaire finit par accepter, et devient métropolite de Moscou. Son départ généra de l'émotion chez ses fidèles de l’Altaï.
Malgré son âge avancé, le métropolite s'investit beaucoup dans l'éducation religieuse des fidèles, écrivant notamment des articles dans les journaux ecclésiastiques.

### Fausses accusations et démission forcée
À la suite de la révolution de février 1917, le régime impérial tombe. Le gouvernement provisoire commence à s'ingérer dans les affaires de l'Église et veut notamment écarter certains ecclésiastiques, jugés trop conservateurs ou monarchistes. C'est le cas du métropolite Macaire, dont le pouvoir veut se débarrasser. Le 20 mars 1917, un document officiel annonce la mise à la retraite du métropolite, mais il n'a aucune valeur puisqu'il est contraire au droit canonique,.
Soutenue par le pouvoir, une minorité moderniste du clergé de la ville qui est hostile au métropolite (et qui rejoindra par la suite le mouvement schismatique de l'église vivante) va alors le calomnier, lançant une série de fausses accusations et de rumeurs contre lui, affirmant notamment qu'il aurait été partisan de Raspoutine.
Persécuté, menacé d'emprisonnement, le métropolite Macaire part en exil et s'installe dans le monastère de Saint Nicolas d'Ougrech, où il vivra huit ans.

### Exil et décès
Mais le patriarche de Moscou, Tikhon (qui sera canonisé en 1989), refuse de voir cette injustice en rester là et en 1920, malgré la période de troubles ambiants, il nomme Macaire métropolite de l’Altaï, lui permettant ainsi de conserver sa dignité de prélat. Cependant, il n'y retournera pas. En octobre 1918, le monastère est attaqué par des brigands armés qui vont jusqu'à menacer le métropolite de mort. Et en août 1920, il est victime d'une maladie grave qui provoquera chez lui une paralysie partielle jusqu'à la fin de sa vie. Malgré sa paralysie, le métropolite continuera ses activités religieuses.
En février 1926, il est atteint d'une pneumonie. Son état s'aggrave et le 1er mars, il reçoit l'onction des malades. Il décède le soir, juste après la fin de la prière pour les mourants.
Son enterrement a lieu trois jours plus tard, en présence de 6 évêques et 79 prêtres.
En 1957, le patriarche Alexis Ier ordonnera que son cercueil soit ouvert et on découvrira que son corps est incorrompu. Il sera ensuite transféré à la Laure de la Trinité Saint-Serge.
Le métropolite Macaire sera canonisé en 2000. Des miracles sont encore aujourd'hui rapportés sur ses reliques.

### Sources et références
- Cet article est en partie traduit de l'article russe Макарий (Невский)

1. 1 2 3  Le Mystère sacré de l’Église : Introduction à l'histoire et à la problématique des débats athonites sur la vénération du nom de Dieu, Métr. Hilarion Alfeyev, Editions Saint Paul, 2007, p.256-257
2. 1 2 3 4 5  « Святитель Макарий, митрополит Московский и Коломенский », sur rifinfo.ru (consulté le 3 juillet 2023).
3. ↑  « Барнаульская епархия Русской Православной Церкви Московского Патриархата », sur eparhia.ru via Wikiwix (consulté le 4 novembre 2023).
4. 1 2 3 4 5 6 7 8  « Æèòèå ñâÿòèòåëÿ Ìàêàðèÿ (Íåâñêîãî), ìèòðîïîëèòà Ìîñêîâñêîãî è Êîëîìåíñêîãî », sur pravoslavie.ru (consulté le 3 juillet 2023).
5. 1 2 3 4 5 6 7 8 9  « МАКАРИЙ (НЕВСКИЙ) - Древо », sur info.ru (consulté le 4 septembre 2020).
6. ↑  А. Макарова-Мирская. Апостолы Алтая (Сборник рассказов из жизни алтайских миссионеров), Харьков, 1914, (репринт: М., 1997, с.290-292)
7. ↑  « Святитель Макарий (Невский) », sur † Православие в Томске (consulté le 4 septembre 2020).
8. 1 2  « Сведения из истории жизни алтайских святителей Макария (Глухарева) и Макария… », sur altaionline.ru via Internet Archive (consulté le 4 novembre 2023).
9. ↑  Митр. Макарий «Мой ответ В. Н. Львову», — «Московские ведомости», 21 июня 1917 г.. № 131.
10. ↑  « Рака с десницей святителя Макария Невского доставлена в Чилино », sur tvtomsk.ru via Wikiwix (consulté le 3 juillet 2023).